# Bruce Marshall
Bruce Marshall, właśc. Claude Cunningham Bruce Marshall (ur. 24 czerwca 1899 w Edynburgu, zm. 18 czerwca 1987 w Antibes) – angielski pisarz szkockiego pochodzenia. W jego twórczości często pojawia się tematyka religijna, a bohaterami wielu powieści są księża katoliccy.
Urodził się w rodzinie Claude'a Nivena i Anne Margaret Marshallów. W latach 1909–15 uczył się w Edinburgh Academy i Glenalmond. W 1916 wstąpił na Uniwersytet St. Andrews. Szkolne lata znalazły odbicie w kilku jego powieściach, m.in. George Brown's Schooldays, czy Girl in May (Maj i dziewczyna).
W 1917 nawrócił się na katolicyzm. W czasie I wojny światowej przeszedł szlak bojowy, wpierw jako szeregowy w Highlanders Light Infantry, by osiągnąć stopień podporucznika w Royal Irish Fusilers i w King's Royal Rifle Corps. W trakcie działań wojennych dostał się do niewoli, gdzie wskutek złych warunków stracił nogę.
Po wojnie skończył studia i wyjechał do Paryża, gdzie zatrudnił się jako audytor w firmie Peat, Marwick, Mitchell. W tym czasie powstały pierwsze próby literackie, oparte głównie na własnych doświadczeniach życiowych. W 1928 roku ożenił się z Mary Pearson Clark, z którą miał córkę.
W 1940 roku wrócił do Wielkiej Brytanii i ponownie wstąpił do wojska. Pierwotnie wcielono go do służb logistycznych, ale z uwagi na jego znajomość języka francuskiego oraz francuskich realiów został przeniesiony do wywiadu. Po wojnie, w stopniu podpułkownika został wysłany jako obserwator do Austrii, w celu kontrolowania przebiegu demobilizacji i wypełniania warunków kapitulacji z ramienia Allied Control Commission. Te przeżycia były inspiracją do napisania powieści The Red Danube, które z kolei stało się podstawą dla scenariusza filmu pt. A Girl from Lubeck. W powieści The White Rabbit przedstawił historię komandora F. F. E. Yeo-Thomasa, brytyjskiego agenta działającego w czasie wojny na terenie Francji, złapanego i torturowanego przez Gestapo.
Marshall napisał ponad 40 powieści i opowiadań. Został uhonorowany nagrodą im. Włodzimierza Pietrzaka w 1959 r.

## Dzieła
- This Sorry Scheme (1924)
- The Stooping Venus; a Novel (1926)
- And There Were Giants ... (1927)
- The Other Mary (1927)
- High Brows, an Extravaganza of Manners—Mostly Bad ... (1929)
- The Little Friend (1929)
- The Rough House, a possibility (1930)
- The Uncertain Glory (1935)
- Luckypenny (1937)
- Children of This Earth (1930)
- Prayer for the Living (1934)
- Canon to Right of Them (1936)
- Father Malachy's Miracle (1938, Cud ojca Malachiasza)
- Delilah Upside Down, a Tract, with a Thrill (1941)
- Yellow Tapers for Paris, a Dirge (1943)
- All Glorious Within (1944, Chwała córy królewskiej)
- The World, the Flesh, and Father Smith (1945)
- George Brown's Schooldays (1946)
- Yellow Tapers for Paris (1946, Paryżowi podzwonne)
- Vespers in Vienna (1947)
- To Every Man a Penny (1949, Ale i oni otrzymali po denarze)
- The Curé of Ars, rozdział w: Saints for Now (1952)
- Wstęp do Rue Notre Dame autorstwa Daniela Pezerila (1953)
- The Fair Bride, a Novel (1953)
- The White Rabbit (1953)
- Thoughts of My Cats (1954)
- Only Fade Away (1954, Stary żołnierz nie umiera)
- Przedmowa do Top Secret Mission autorstwa Madelaine Duke (1955)
- Girl in May (1956, Maj i dziewczyna)
- The Accounting (także: The Bank Audit) (1958)
- Satan and Cardinal Campbell (1959)
- A Thread of Scarlet (1959, Czerwony kapelusz)
- The Divided Lady (1960)
- A Girl from Lübeck (1962)
- The Month of the Falling Leaves (1963)
- Father Hilary's Holiday (1965)
- The Bishop: a Novel (1970)
- The Black Oxen: a Novel (1972)
- Urban the Ninth (1973)
- Operation Iscariot (1974)
- Marx the First (1975)
- Peter the Second (1976)
- The Yellow Streak (1977)
- A Foot in the Grave (1987)